# موش‌تیغی دم‌کوتاه
موش‌تیغی دم‌کوتاه (نام علمی: Hylomys suillus) نام یک گونه از سرده چوب‌موش‌ها است.